# Elmer Victor Finland
Pour les articles homonymes, voir Finland (homonymie).
Elmer Victor Finland (8 juillet 1894-26 mai 1968) est un homme politique canadien de la Colombie-Britannique. Il est député provincial conservateur de la circonscription britanno-colombienne de Esquimalt de 1937 à 1945.

## Biographie
Né à Victoria en Colombie-Britannique, Finland à l'Université McGill et à l'Université Stanford.
Il sert durant la Première Guerre mondiale en tant que lieutenant dans le Royal Flying Corps de la Royal Air Force. En mars 1945, il annonce ne pas être en mesure d'assister à plus de réunion de l'Assemblée législative en raison de son embauche dans l'Aviation royale canadienne.
Il meurt à Victoria en 1968.